# Башня Пикассо
Ба́шня Пика́ссо́ (исп. Torre Picasso) — небоскрёб, один из символов Мадрида, столицы Испании. Небоскрёб находится на площади Пикассо в квартале AZCA, Архитектором небоскрёба является Минору Ямасаки — автор зданий Всемирного торгового центра в Нью-Йорке. В 1988—2002 годах — самое высокое здание страны (по состоянию на 2014 год занимает в этом списке 9-ю строчку), а в 1988—2007 годах — самое высокое здание испанской столицы.
- Высота: 157 метров
- Этажность: 43 этажа
- Площадь: 71 700 м² офисных помещений (всего 121 000 м²)
- Парковочных мест: 837
- Ежедневно посещают: 1,5 тыс. чел.
- В 2012 году здание было продано подразделению текстильного гиганта Inditex за 536 млн евро.[1]

В 1999 году одна из баскских террористических группировок планировала взорвать башню Пикассо.